# قهرمانان (ترانه مانس زلمرلو)
«قهرمانان» تک‌آهنگی از هنرمند اهل سوئد مانس زلمرلو است. این ترانه باعث برنده شدن سوئد در یوروویژن ۲۰۱۵ گردید.
این تک‌آهنگ در چارت‌های فنلاند، اسکاتلند، جزو ده ترانه اول قرار گرفت.